# UTC−3
UTC-3 — двадцять перший часовий пояс. Має центральним меридіаном 45° зх.д. Час тут на три години відстає від всесвітнього та на п'ять — від київського
Географічні межі поясу:
- східна — 37°30' зх. д.
- західна — 52°30' зх. д.

Географічно охоплює центральну і західну частини Гренландії (без крайнього заходу) та східну частину Південної Америки (без крайнього сходу). Однак використання часу цього поясу подекуди відрізняється.

## Місцеві назви
- BRT - Бразильський час (Бразилія)
- ART - Аргентинський час (Аргентина, Антарктика)
- FKT - Фолклендський час (Велика Британія)
- UYT - Уругвайський час (Уругвай)
- ADT - Атлантичний літній час (Північна Америка)
- PYST - Парагвайський літній час (Парагвай)
- CLST - Чилійський літній час (Чилі, Антарктика)

## Використання

### Постійно протягом року
- Аргентина (вся територія, включно з дослідницькими станціями в Антарктиці)
- Бразилія — у таких штатах:
  - Алагоас
  - Амапа
  - Баїя
  - Гояс
  - Еспіриту-Санту
  - Мараньян
  - Мату-Гросу (східні муніципалітети)[2]
  - Мінас-Жерайс
  - Пара
  - Парана
  - Параїба
  - Пернамбуку (континентальна частина)
  - Піауї
  - Ріо-де-Жанейро
  - Ріу-Гранді-ду-Норті
  - Ріу-Гранді-ду-Сул
  - Сан-Паулу
  - Санта-Катарина
  - Сеара
  - Сержипі
  - Токантінс
  - Федеральний округ
- Велика Британія — дослідницькі станції в Антарктиці:
  - Сігні (антарктична станція)
  - Ротера (антарктична станція)
- Суринам
- США
  - Палмер (антарктична станція)
- Україна — дослідницькі станції в Антарктиці:
  - Академік Вернадський (антарктична станція)
- Уругвай
- Франція — част.:
  -  Французька Гвіана
- Чилі:
  - Магальянес і Чилійська Антарктика

### З переходом на літній час
- Франція — част.:
  -  Сен-П'єр і Мікелон

### Як літній час
- Велика Британія
  -  Бермудські Острови
  -  Фолклендські Острови
  - Галлей (антарктична станція)[3]
- Данія — част.:
  -  Гренландія — част.:
    - Авіабаза Туле
- Канада — част.:
  - Нова Шотландія
  - Нью-Брансвік
  - Острів Принца Едуарда
  - Ньюфаундленд і Лабрадор
    - Лабрадор
- Парагвай
- Чилі (більша частина)

## Історія використання
Додатково час UTC-3 використовувався:

### Як стандартний час
- Данія — част.:
  -  Гренландія — за винятком Данмаркхавна, авіабази Туле, Іттоккортоорміута
- Велика Британія — част.:
  -  Фолклендські Острови
- Парагвай

### Яклітній час
- Аргентина
- Бразилія — у таких штатах:
  - Акре
  - Амазонас
  - Мату-Гросу (західні муніципалітети)
  - Мату-Гросу-ду-Сул
  - Рондонія
  - Рорайма
- США
  - Палмер (антарктична станція)
- Чилі(за винятком острова Пасхи), але включно з:
  - Капітан Артуро Прат (антарктична станція)
  - Професор Хуліо Ескудеро (антарктична станція)
  - Генерал Бернардо О'Гіґґінс (антарктична станція)
  - Оркадас (антарктична станція)
  - Фрей (антарктична станція)